# 이수현 (1895년)
이수현(李守鉉, 1895년 5월 8일 ~ 1980년 3월 8일)은 대한민국의 독립운동가이다.
본관은 전의(全義)이고 호(號)는 산남(山南)·석남(石南)·와당(瓦堂)이다.

## 생애

### 청년 시절
전라북도 옥구(沃溝)의 몰락 향반 집안에서 출생한 그는 1913년 충청남도 공주 영명고등보통학교 재학 시절 이미 애국심과 독립 정신의 함양에 진력하였다고 한다.

### 독립 운동 참여
그는 일찍이 평안남도 평양 출신 동료 항일 독립운동가 장일환(張日煥)과 함께 1914년 미국 하와이주 호놀룰루에 건너가 당시 그곳에 주재중이던 박용만(朴容萬,)의 지도를 받고 1년 후가 지난 1915년 4월 귀국하여 평안남도 평양에서 조선국민회라는 비밀결사를 조직하였다. 그는 평양 숭실학교 재학중 여기에 가담하여 민족 항일 독립운동을 전개하다가 이후 1918년 2월, 평안남도 평양경찰서에 장일환·노선경(盧善敬)·강석봉(姜錫奉)·서광조(徐光朝) 등 24명과 함께 체포되었다. 그후 기독교 목사가 되어 애국정신 함양을 위하여 진력하였다.
1945년 8월 15일을 기하여 조선 광복이 도래한 이후 1946년 1월에서 1947년 12월까지 한국독립당 대표상임행정위원 직위를 잠시 역임하였다.

## 학력
- 전라북도 군산중앙보통학교
- 충청남도 공주 영명고등보통학교
- 평안남도 평양 숭실전문학교

## 서훈
대한민국 정부에서는 선생의 공훈을 기리고자 1977년 대한민국 대통령 표창장을 수여하였고 사후 1990년 대한민국 건국훈장 애족장을 추서하였다.